# 大岩陵平
大岩 陵平（おおいわ りょうへい、1998年11月7日 - ）は、日本の男性プロレスラー。愛知県江南市出身。新日本プロレス所属。

## 来歴

### 入門以前
中学3年からゼントータルレスリングクラブでアマチュアレスリングを始め、2018年JOCジュニアオリンピックカップフリースタイル86kg級3位入賞するなどした。

### デビュー - ヤングライオン時代
2020年12月に行われた新日本プロレスの新弟子テストに合格、法政大学法学部卒業後の2021年4月に道場入り。
2021年8月24日、後楽園ホールで同期の藤田晃生を相手にデビュー。結果は10分時間切れ引き分け。
2022年3月、『NEW JAPAN CUP』に初出場。3月6日に行われた1回戦でザック・セイバーJr.に敗れる。
2022年4月18日、藤田を下しプロ初勝利。また、8月20日には中島佑斗を破り、先輩から初勝利。
10月2日、全日本プロレスの後楽園ホール大会に永田裕志&中島&藤田と組んで出場。宮原健斗&井上凌&安齊優馬&野村卓矢（大日本プロレス）組に勝利を飾る。
2023年1月21日、WRESTLE KINGDOM 17 in 横浜アリーナでの第0-1試合で藤田晃生と組み、プロレスリング・ノアの矢野安崇&小澤大嗣と対戦。藤田がボストンクラブで小澤を仕留め、勝利した。
2月28日、CMLL FANTASTICA MANIA 2023 最終戦の後楽園ホール大会に出場。レイ・コメタと棚橋弘至&小島聡とカルテットを結成し、ティタン&内藤哲也＆高橋ヒロム&BUSHI組と対戦。白塗りのフェイスペイントを施して試合に望むが、試合はティタンの前に敗れた。
5月7日、全日本プロレスチャンピオンカーニバル2023東京・大田区総合体育館大会に参戦。第一試合で中島佑斗&藤田晃生とのタッグで本田竜輝&井上凌&椎葉おうじと対戦し、藤田が井上にチキンウィングアームロックを決めて勝利。
7月4日、後楽園ホールにて開催されたNJPW STRONG「INDEPENDENCE DAY」に出場。ランス・アーチャー&アレックス・ゼインとタッグを組み、JRクレイトス＆ロイス・アイザックス＆ジョレル・ネルソンと6人タッグで対戦するも敗れる。
8月6日、G1 CLIMAX 33 にて、プロレスリング・ノアの清宮海斗と初タッグ。しかし、SANADA＆DOUKI組に敗れる。
8月13日、両国国技館でのG1 CLIMAX 33優勝決定戦にて、大岩は清宮とのタッグで矢野通&オスカー・ロイベを相手に4度目にして初勝利。試合後のバックステージにて清宮が大岩にNOAHでの共闘を提案し、大岩もこれを快諾。ヤングライオンとしては異例の国内武者修行が決定した。

### プロレスリング・ノア参戦
9月3日、大岩はヤングライオン卒業後初戦として大阪府立体育会館大会にて清宮と組み、ザック・セイバーJr.&小川良成と試合し勝利する。大岩はこの試合からシルバーを基調としたロングタイツにコスチュームを一新した。
9月8日、大岩は新日本プロレス後楽園ホール大会でザック・セイバーJr.が保持するNJPW WORLD認定TV王座に挑戦した。当日の発表であったが、大岩もドラゴンスクリューからの足4の字固めなどで王者・ザックを追い込むが、最後はクラーキーキャットで両腕を極められ、無念のギブアップ負けを喫した。
11月20日、清宮海斗とのコンビで新日本プロレスWORLD TAG LEAGUE2023のAブロックにエントリー。バレットクラブのゲイブ・キッド、アレックス・コグリン組と対戦し、清宮がリングアウト勝ちを収め、初戦を白星発進。11月28日の名古屋国際会議場大会では、メインイベントで海野翔太&成田蓮組と対戦。全員が20代というメインイベントは、海野のデスライダーの前に大岩が屈し敗戦するなど、結果としてWTLは2勝に終わり決勝進出を逃した。
2024年2月24日から行われたビクトリー・チャレンジ・タッグ・リーグに清宮とのタッグでエントリー。4勝2敗1分で決勝戦に進出し、サクソン・ハックスリー、ティモシー・サッチャー組に勝利し、同リーグを制す。その後、清宮とのタッグでGHCタッグ王座に挑戦するがジャック・モリス、アンソニー・グリーン組に敗れ、王座獲得はならなかった。
5月7日、タッグパートナーの清宮が拳王らと新ユニット「オール・レベリオン」を結成。5月21日、大岩も追従するかと思われたところ、清宮と拳王を急襲。オール・レベリオン入りを拒否した。
8月4日から開催されたN-1 VICTORYに初出場し、3勝3敗1分けの結果を残す。なお、この公式戦にて現在の新日本プロレスでは対戦が難しいNXTの選手との対戦が実現している。
9月14日、後楽園ホール大会にて清宮を相手にノアラストマッチを行い、一年間の武者修行を終えた。

### 凱旋
9月29日、神戸ワールド記念ホール大会でTMDKに加入。凱旋試合では、新必殺技のTHE・GRIPでTAKAみちのくからピンフォール勝ちした。この大会のメイン終了後、鷹木信悟の保持するNEVER無差別級王座に挑戦表明した。
10月14日、両国国技館大会で鷹木の保持するNEVER無差別級王座に挑戦。健闘するが鷹木の牙城を崩すことができず、10分42秒 ラスト・オブ・ザ・ドラゴンでピンフォール負けを喫し、王座奪取はならなかった。

## 得意技
THE GRIP
スリーパーホールドからのローリングラリアット。TMDK加入後から使用している。
サイド・スープレックス
ドクター・ボム
テンザンスープレックス- 大剛式バックドロップから改名

## タイトル歴
プロレスリング・ノア
- Vitcory  Challenge Tag League 優勝（2024年）（パートナーは清宮海斗）